# نيكي غيمل
نيكي غيمل (بالإنجليزية: Nikki Gemmell)‏ (17 نوفمبر 1966، ولونغونغ في أستراليا)؛ روائية أسترالية. درست في جامعة التكنولوجيا في سيدني.